# 特殊作戦群 (メキシコ軍)

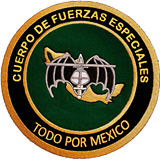
部隊章

特殊作戦群（とくしゅさくせんぐん、スペイン語: Cuerpo de Fuerzas Especiales、略称: GAFE）は、メキシコ陸軍の特殊部隊。師団規模（2個旅団）であり、独立した対テロ1個旅団が別に存在する。旧称は空挺特殊作戦群（Grupo Aeromóvil de Fuerzas Especiales）。

## 沿革

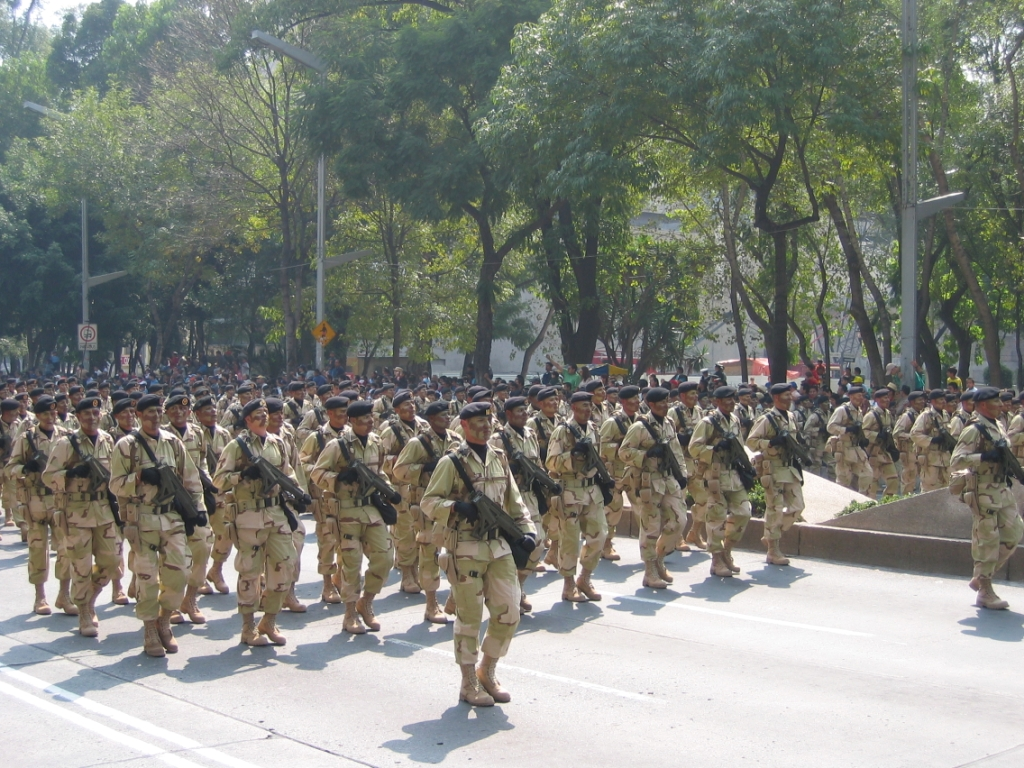
特殊作戦群の隊員

1986年、1986 FIFAワールドカップを警備するために創設された。創設時に特殊武器や対テロ作戦についてフランスのGIGNより訓練を受け、また、1990年代になると対ゲリラ、対麻薬作戦のため米軍やイスラエル国防軍の特殊部隊からは対監視、奇襲、特殊戦などに関する訓練、アメリカ陸軍米州学校からは情報源への尋問法に関する指導を受けた。
チアパスにおいてサパティスタの反乱が発生すると、GAFEはサパティスタ国民解放軍との交戦に動員された。GAFEは数時間の戦闘でサパティスタ側に多数の犠牲者を出させ、最終的にサパティスタを休戦に追い込んだ。
2000年代以降の現在、GAFEはメキシコ麻薬戦争の任務に参加し、多数の麻薬組織幹部の確保に成功している。

### 対テロ部隊
即応特殊作戦部隊（Fuerza Especial de Reaccion、旧: 空挺特殊作戦群高等コマンド部隊、Grupo Aeromóvil de Fuerzas Especiales del Alto Mando）は、対テロ作戦のために創設され、100人程度の隊員が所属している。
当該部隊はガルフ・カルテルの幹部オシエル・カルデナス・ギリェンや、シナロア・カルテルの首領ハビエル・トレス・フェリクスなどの逮捕実績で知られる。

## 汚職問題
1990年後半、GAFE士官のアルトゥーロ・グスマン・デセナが賄賂を受け取っていたオシエル・カルデナス・ギリェンの私設軍隊設立の依頼に応じて、GAFE隊員を中心としたメキシコ軍元兵士によるロス・セタスを結成するという事件が発生した。
高度な戦闘・情報収集に関する技能を持つロス・セタスは後にガルフ・カルテルなどと対立し、勢力を拡大させていった。現在、GAFE隊員を含めたセタス創設時メンバーは全員が逮捕・殺害されているが、彼らに指導を受けた者達が独立した麻薬組織を作り暗躍している。